# Дарсі Гедфілд
Дарсі Гедфілд (англ. Darcy Hadfield, 1 грудня 1889 — 15 вересня 1964) — новозеландський академічний веслувальник.
Бронзовий призер Олімпійських Ігор 1920 року в одиночці.